# غواصة يو بي-41
يو بي-41 غواصة ألمانية من فئة يو بي2 خدمت في البحرية الإمبراطورية الألمانية خلال الحرب العالمية الأولى. تم طلب الغواصة في 22 يوليو 1915 وتم إطلاقها في 6 مايو 1916. تم تكليفها في البحرية الإمبراطورية الألمانية في 25 أغسطس 1916 باسم يو بي-41.